# Ридзина
Ридзина (пољ. Rydzyna) град је у Пољској у Војводству великопољском. По подацима из 2012. године број становника у месту је био 2711.

## Становништво
| 2012. |
| ----- |
| 2.711 |